# Ветрови зиме
Ветрови зиме (енгл. The Winds of Winter) предстојећа је шеста књига, од седам планираних романа, епско фантастичног серијала Песме леда и ватре аутора Џорџа Р. Р. Мартина. Мартин верује да ће последња два тома серијала имати више од 3.000 страница рукописа. Он се уздржао од чврстих процена коначног датума објављивања романа након неколико одлагања. У октобру 2022. Мартин је изјавио да је завршио отприлике три четвртине романа, процењујући да је написао отприлике 1.100 до 1.200 страница и да му је остало још приближно 400 до 500 страница.

## Радња
Мартин је у једном интервјуу из 2012. изјавио да ће Ветрови зиме и наредна књига Сан о пролећу одвести читаоце даље на север него било која од претходних књига, као и да ће се Туђини појавити у књизи. Претходна књига, Плес са змајевима, покрила је мање приче него што је Мартин намеравао, искључивши барем једну планирану велику секвенцу битке и оставивши судбине неколико ликова неизвесним. Мартин намерава да разреши ове приче „веома рано” у Ветровима зиме: „Почећу са две велике битке које сам градио, битком на леду и битком код Мирина — битком код Залива трговаца робовима. И онда ћу наставити одатле.” Поглавље Викториона Грејџоја ће почети пет минута након завршетка Плеса са змајевима, и одвијаће се уочи доласка гвозденорођених у Залив трговаца робовима. Узорак поглавља Аријане Мартел, који је Мартин објавио на свом веб сајту, приказује њен одлазак у Грифоново гнездо да упозна младића који себе назива Егон Таргарјен. На Међународном сајму књига у Гвадалахари 2016, Мартин је дао неке назнаке о мрачној природи Ветрова зиме: „Већ 20 година вам говорим да зима долази. Зима је време када ствари умиру, а хладноћа и лед и тама испуњавају свет, тако да ово неће бити срећна прича којој се људи могу надати. Неки од ликова су на веома мрачним местима.... Ствари се погоршавају пре него што постану боље, тако да ствари постају горе за многе људе.”

## Тачке гледишта
Мартин је потврдио да следећи ликови имају сопствена поглавља у Ветровима зиме:
- Санса Старк
- Арја Старк
- Аријана Мартел
- Ерон Грејџој
- Теон Грејџој
- Виктарион Грејџој
- Тирион Ланистер
- Баристан Селми
- Серсеи Ланистер
- Џејми Ланистер
- Бријена од Опорја
- Арео Хотах
- Џон Конингтон
- Брен Старк

Мартин је потврдио да у Ветровима зиме неће бити поглавља из перспективе нових ликова. Такође је изјавио да ће се Семвел Тарли и Аша Грејџој појавити у роману, али није прецизирао да ли ће имати сопствена поглавља. Најавио је и да ће се као споредни ликови појавити Госпа Каменог Срца, Каити, Јурон Грејџој и Рикон Старк. Потврдио је да ће Мелисандра имати сопствено поглавље, али није навео у ком роману. На Сан Дијего Комик Кону 2014. је најавио да ће се Џејн Вестерлинг, удовица Роба Старка, појавити у прологу, али није навео из чије перспективе.